# عيد الغدير
عيد الغدير هو عيد يحتفل به الشيعة يوم 18 من ذي الحجة من كل عام هجري، اعتقادًا بأنه اليوم الذي خطب فيه النبي محمد خطبة عيَّن فيها علي بن أبي طالب مولًى للمسلمين من بعده، أثناء عودة المسلمين من حجة الوداع إلى المدينة المنورة في مكان يُسمى بـ «غدير خم» سنة 10 هـ. وقد استدلّ الشيعة بتلك الخطبة على أحقية علي بالخلافة والإمامة بعد وفاة النبي محمد، حيث قال النبي في ذلك اليوم: «من كنت مولاه فهذا علي مولاه» بينما يرى أهل السنة أنه قد بيّن فضائل علي للذين لم يعرفوا فضله، وحثَّ على محبته وولايته لما ظهر من ميل المنافقين عليه وبغضهم له، ولم يقصد أن يوصيَ له ولا لغيره بالخلافة. كما يَعتَقدون أن الأية القرآنية:«اليوم أكملت لكم دينكم» لم تنزل في ذلك اليوم لأن الآية نزلت قبل ذلك بعرفة في حجة الوداع كما هو ثابت عند أهل السنة في الصحيحين من حديث عمر. يعتبر الشيعة عيد الغدير العيد الثالث والأخير في السنة الهجرية، ويكون تاريخه بعد عيد الأضحى بأسبوع تقريبًا.

## التسمية
يُسمَّى العيد عند الشيعة بـعيد الغدير نسبة إلى المكان الذي وقعت عنده الخطبة، وهو غدير خم القريب من الجحفة تحت شجرة هناك. والغدير هو حسب معجم اللغة العربية المعاصر «مياه راكدة، قليلة العمق، يغادرها السَّيلُ». كما يُسمَّى أيضًا عند الشيعة بـعيد الولاية كونه اليوم الذي ولّى فيه الرسول محمد، علي بن أبي طالب وليًّا للمسلمين. وليوم الغدير أيضا أسماء آخرى، فاسمه في السماء يوم العهد المعهود، وفي الأرض يوم الميثاق المأخوذ والجمع المشهود.

## الحديث والاحتفال
| عيد الغدير | الحمد لله ونستعينه ونؤمن به، ونتوكل عليه، ونعوذ بالله من شرور أنفسنا، ومن سيئات أعمالنا الذي لا هادي لمن ضل، ولا مضل لمن هدى، وأشهد أن لا إله إلا الله، وأن محمدا عبده ورسوله ـ أما بعد ـ: أيها الناس قد نبأني اللطيف الخبير أنه لم يعمر نبي إلا مثل نصف عمر الذي قبله، وإني أوشك أن أدعى فأجبت، وإني مسؤول وأنتم مسؤولون، فماذا أنتم قائلون؟ قالوا: نشهد أنك قد بلغت ونصحت وجهدت فجزاك الله خيرا، قال: ألستم تشهدون أن لا إله إلا الله، وأن محمدا عبده ورسوله، وأنَّ جنَّته حقّ ونارَه حق وأن الموت حق وأن الساعة آتية لا ريب فيها وأن الله يبعث من في القبور؟ قالوا: بلى نشهد بذلك، قال: اللهم اشهد، ثم قال: أيها الناس ألا تسمعون؟ قالوا: نعم. قال: فإني فرط على الحوض، وأنتم واردون علي الحوض، وإن عرضه ما بين صنعاء وبُصرى فيه أقداح عدد النجوم من فضة فانظروا كيف تخلفوني في الثقلين فنادى منادٍ: وما الثقلان يا رسول الله؟ قال: الثقل الأكبر كتاب الله طرف بيد الله عز وجل وطرف بأيديكم فتمسكوا به لا تضلوا، والآخر الأصغر عِترَتي، وإن اللطيف الخبير نبأني أنهما لن يتفرقا حتى يراد على الحوض فسألت ذلك لهما ربي، فلا تقدموهما فتهلكوا، ولا تقصروا عنهما فتهلكوا، ثم أخذ بيد عليٍ فرفعها حتى رؤيَ بياض آباطهما وعرفه القوم أجمعون، فقال: أيها الناس من أولى الناس بالمؤمنين من أنفسهم؟ قالوا: الله ورسوله أعلم، قال: إن الله مولاي وأنا مولى المؤمنين وأنا أولى بهم من أنفسهم فمن كنت مولاه فعلي مولاه، يقولها ثلاث مرات، وفي لفظ أحمد إمام الحنابلة: أربع مرات ثم قال: اللهم والِ من والاه، وعادِ من عاداه، وأحبَّ من أحبّه، وأبغض من أبغضه، وانصر من نصره، واخذل من خذله، وأدر الحق معه حيث دار، ألا فليبلغ الشاهد الغائب، ثم لم يتفرقوا حتى نزل أمين وحي الله بقوله: الْيَوْمَ أَكْمَلْتُ لَكُمْ دِينَكُمْ وَأَتْمَمْتُ عَلَيْكُمْ نِعْمَتِي وَرَضِيتُ لَكُمُ الإِسْلاَمَ دِينًا. فقال رسول الله صلى الله عليه وآله: الله أكبر على إكمال الدين، وإتمام النعمة، ورضى الرب برسالتي، والولاية لعلي من بعدي | عيد الغدير |

ثم طفق القوم يهنئون أمير المؤمنين وممن هنأه في مقدم الصحابة: الشيخان أبو بكر وعمر كل يقول: بخ بخ لك يا بن أبي طالب أصبحت وأمسيت مولاي ومولى كل مؤمن ومؤمنة، وقال ابن عباس: وجبت والله في أعناق القوم، فقال حسان: إئذن لي يا رسول الله أن أقول في علي أبياتا تسمعهن، فقال: قل على بركة الله، فقام حسان فقال: يا معشر مشيخة قريش أتبعها قولي بشهادة من رسول الله في الولاية ماضية ثم قال:
روي عن البراء بن عازب في حديث عن رسول الله محمد بن عبد الله أنه قال: 
| عيد الغدير | كنا مع رسول الله في سفر فنزلنا بغدير خم، فنودي فينا الصلاة جامعة، وكُسح لرسول الله تحت شجرتين فصلى الظهر واخذ بيد علي فقال: "ألستم تعلمون أني أولى بالمؤمنين من أنفسهم؟" قالوا: بلى. فأخذ بيد علي فقال: «من كنت مولاه فعلي مولاه، اللهم والِ من والاه وعادِ من عاداه.» فلقيه عمر بعد ذلك فقال له: هنيئًا يا ابن أبي طالب أصبحت وأمسيت مولى كل مؤمن ومؤمنة | عيد الغدير |

### فضل اليوم
يحتفل الشيعة بهذا اليوم ويعتبرونه ثالث الأعياد وأعظمها، كما يُعتبر صيام هذا اليوم عند الشيعة من أفضل العبادات وهو مستحبٌ وليس حرامًا كعيدي الفطر والأضحى. يستدل الشيعة على أهمية هذا العيد من عدَّة أحاديث، منها:
- عن علي بن إبراهيم، عن أبيه، عن القاسم بن يحيى، عن جده الحسن بن راشد، عن الإمام جعفر الصادق: «قلت: جعلت فداك للمسلمين عيد غير العيدين؟ قال:نعم يا حسن أعظمهما وأشرفهما، قلت: وأي يوم هو؟ قال: هو يوم نصب أميرالمؤمنين صلوات الله وسلامه عليه فيه علما للناس، قلت: جعلت فداك وما ينبغي لنا أن نصنع فيه؟ قال: تصومه يا حسن وتكثر الصلاة على محمد وآله وتبرء إلى الله ممن ظلمهم فإن الانبياء صلوات الله عليهم كانت تأمر الاوصياء باليوم الذي كان يقام فيه الوصي أن يتخذ عيدا، قال: قلت: فما لمن صامه؟ قال: صيام ستين شهرا، ولا تدع صيام يوم سبع وعشرين من رجب فإنه هو اليوم الذي نزلت فيه النبوة على محمد وثوابه مثل ستين شهرا لكم».[12]
- عن عن المفضل بن عمر قال : قلت للأمام جعفر الصادق: «كم للمسلمين من عيد؟ فقال: أربعة أعياد. قال: قلت: قد عرفت العيدين والجمعة. فقال لي : أعظمها وأشرفها يوم الثامن عشر من ذي الحجة، وهو اليوم الذي أقام فيه رسول الله أمير المؤمنين ونصبه للناس عَلَما. قال: قلت: ما يجب علينا في ذلك اليوم؟ قال: يجب عليكم صيامه شكرا لله وحمدا له، مع أنه أهل أن يشكر كل ساعة، كذلك أمرت الأنبياء أوصياءها أن يصوموا اليوم الذي يقام فيه الوصي ويتخذونه عيدا».[13]

### تاريخ الاحتفال

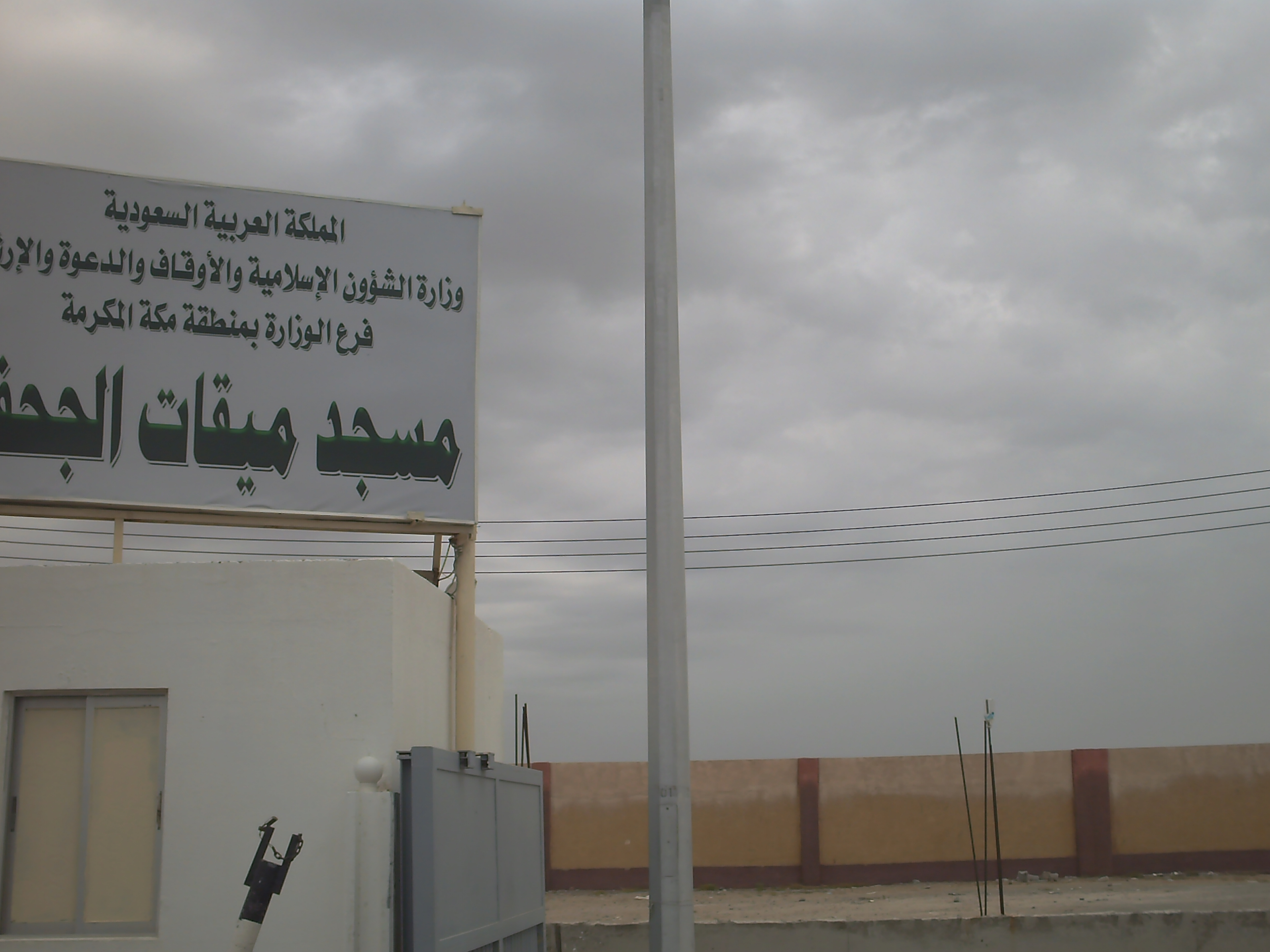
مسجد الجحفة حيث مكان البيعة

يقول المسعودي المتوفى 346 هـ: «وأبناء علي رضي الله عنه وشيعته يعظمون هذا اليوم»، يصنِّف البيروني في كتابه الآثار الباقية عن القرون الخالية المكتوب عام 390 هـ هذا اليوم ضُمن أحداث ذي الحجة، ويذكره باسم غدير خم.
وقبل ذلك كله روى الفياض بن محمد بن عمر الطوسي عن الإمام الرضا المتوفى سنة 203 هـ، أنه كان يحتفل بذلك اليوم، حيث قال: «حضرتُ مجلسَ مولانَا عليِّ بن موسى الرِّضا في يوم الغدير وبِحضرته جماعةٌ من خواصِّه قد احتبسهُمْ عندهُ للإِفطار معهُ قد قدَّم إِلى منازلهمْ الطَّعام والْبُرَّ وأَلبسهمُ الصِّلاةَ والكسْوَةَ حتَّى الخواتيمَ والنِّعال.»
وقد تواصل تعظيم لذلك اليوم حتى أن الخليفة الفاطمي المستعلي بالله بُويع في يوم عيد غدير خم، وهو الثامن عشر من ذي الحجة سنة سبع وثمانين وأربعمائة.
وفي القرون المتأخرة وصل حال هذا اليوم إلى حدّ أصبح الاحتفال بعيد الغدير شعاراً للشيعة.
وكان الفاطميون في مصر قد اضفوا على عيد الغدير صفة الرسمية، وهكذا الأمر في إيران حيث يتحفل بذلك اليوم منذ تسنم الشاه إسماعيل الصفوي السلطة عام 907 هجرية وحتى يومنا هذا بصورة رسمية. أمّا النجف فقد اعتاد أهلها إقامة حفل بهيج في الصحن العلوي يوم الثامن عشر من ذي الحجة يحضروه علماء الشيعة ووجهاؤهم بالإضافة إلى سفراء الدول الإسلامية في العراق، وتلقى في ذلك الحفل الكثير من القصائد والخطب. وهكذا الأمر بالنسبة إلى الشيعة الزيدية في اليمن حيث تحيي هي الأخرى ذلك اليوم بكل إجلال وبهاء.
وقد وصف الثعالبي مكانة الغدير عند الشيعة بقوله: وللشيعة به تعلق كبير.

## شعر حسان بن ثابت
فقال: 

فقال له: 

## أعمال عيد الغدير
ورد لهذا اليوم العديد من الأعمال التي يستحب العمل بها عند الشيعة، منها:
- الصوم
- الغسل
- زيارة أمير المؤمنين
- قراءة دعاء الندبة
- تهنئة المؤمنين لبعضهم البعض وذلك بقول: (الحمد لله الذي جعلنا من المتمسكين بولاية أمير المؤمنين والأئمة عليهم السلام).
- مؤاخاة المؤمن لأخيه المؤمن بقوله «وآخيتك في الله وصافيتك في الله وصافحتك في الله وعاهدت الله وملائكته ورسله وأنبياءهُ والأئمة المعصومين عليهم السلام على أني إن كنت من أهل الجنة والشفاعة وأُذِن لي بأن أدخُل الجنة لا أدخُلُها إلاّ وأنت معي». ثم يقول أخوه المؤمن: «قَبِلتُ»، ثم يقول «أسقطتُ عنك جميع حقوق الأخوةِ ما خلا الشفاعة والدعاء والزيارة»[19]

## معرض الصور

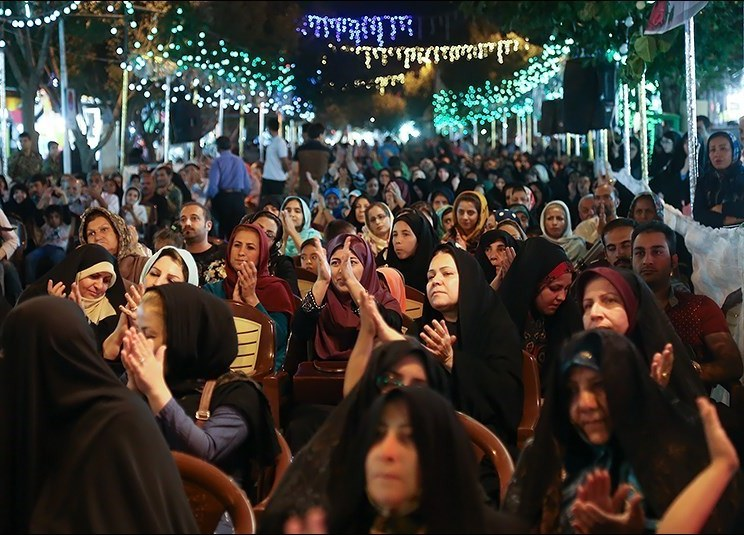
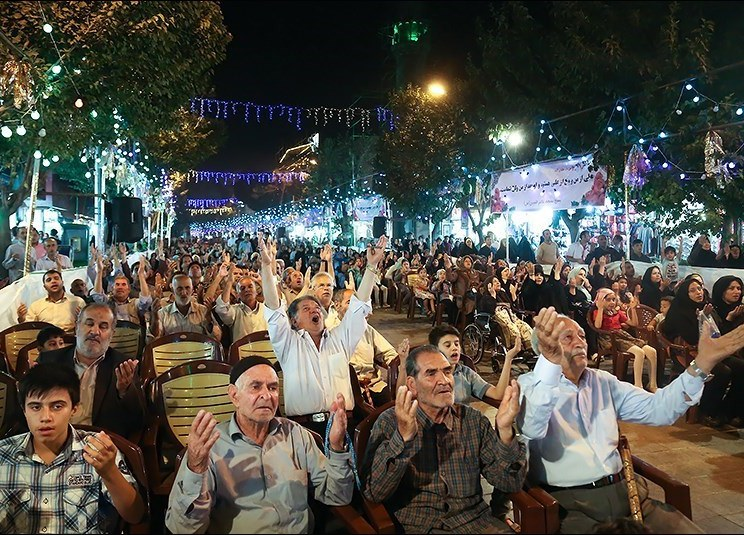
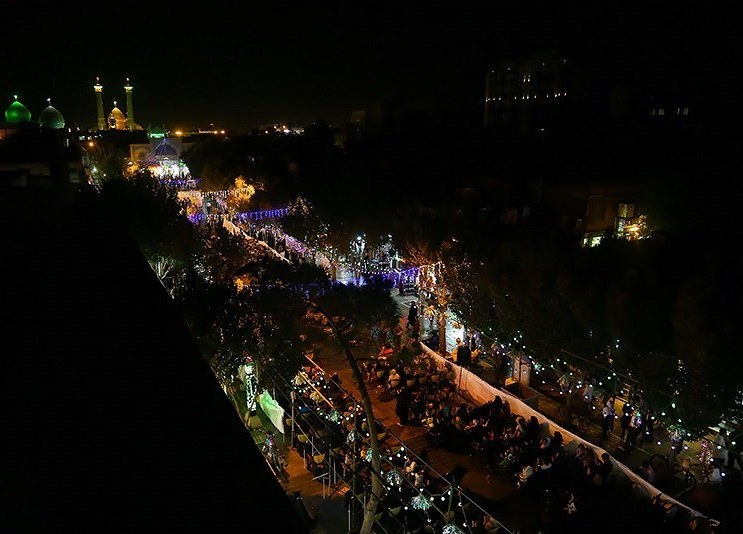
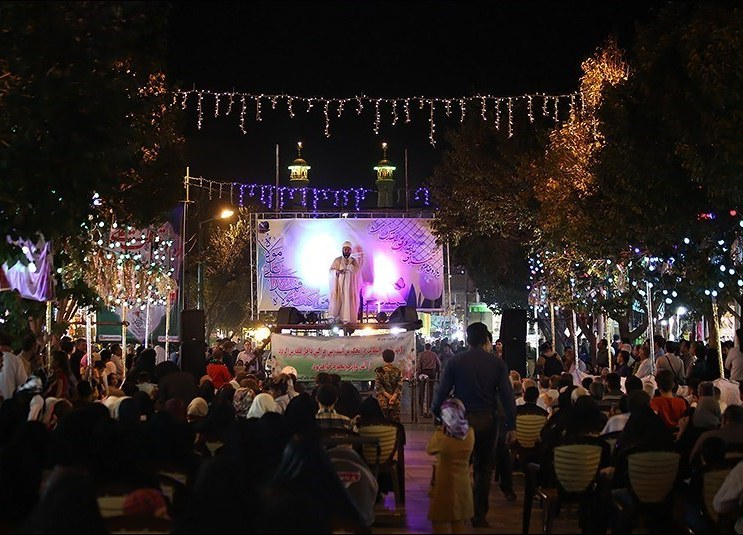

- مراسم احتفال عيد الغدير في ضريح الشاه عبد العظيم الحسني في مدينة ري في إيران عام 2016.

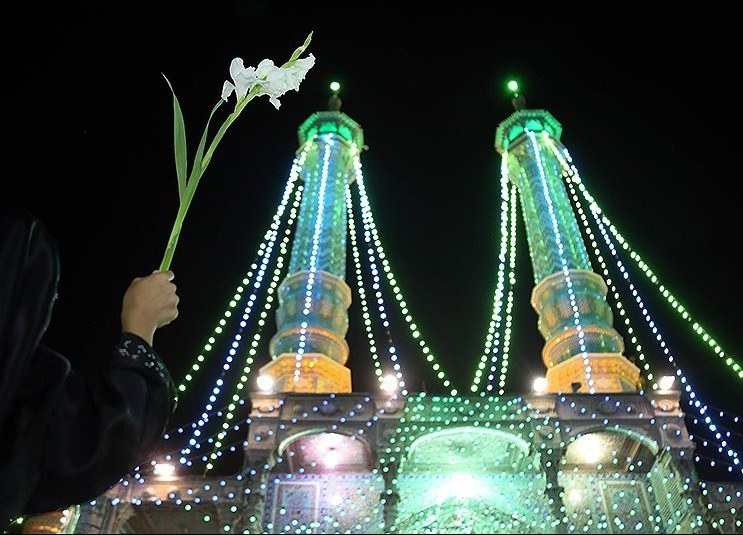
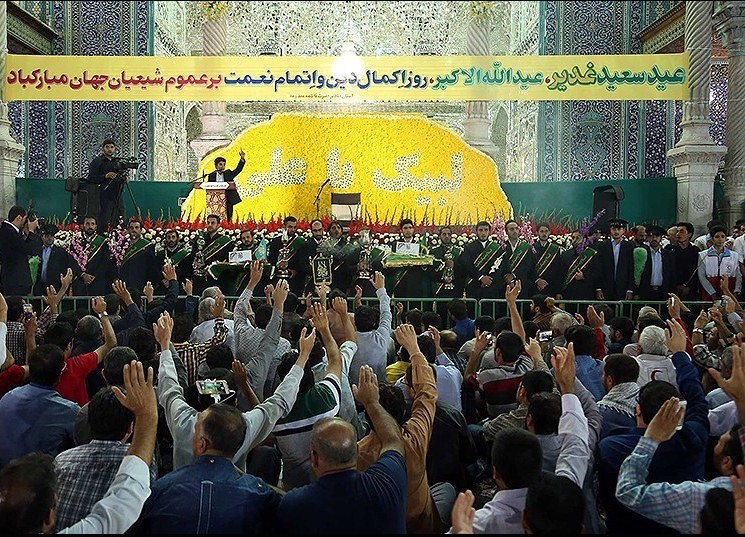
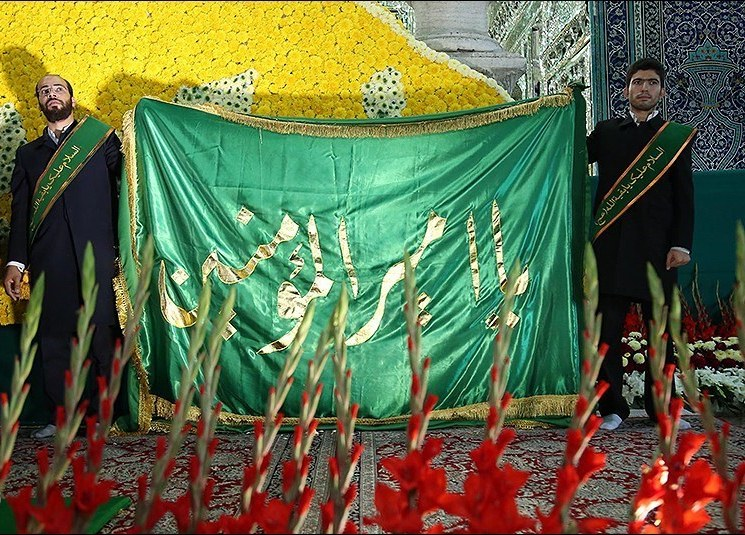
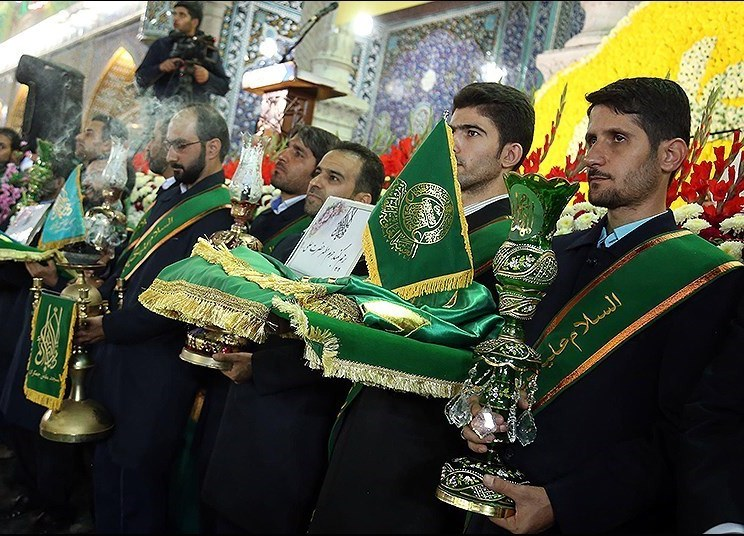
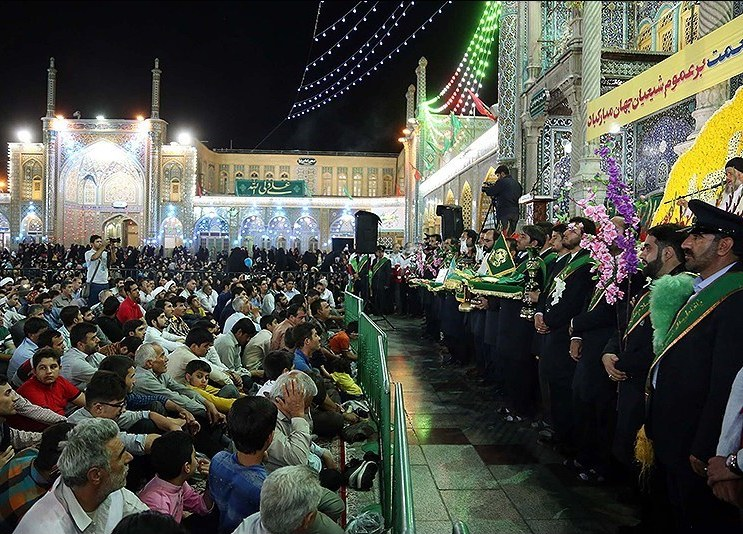
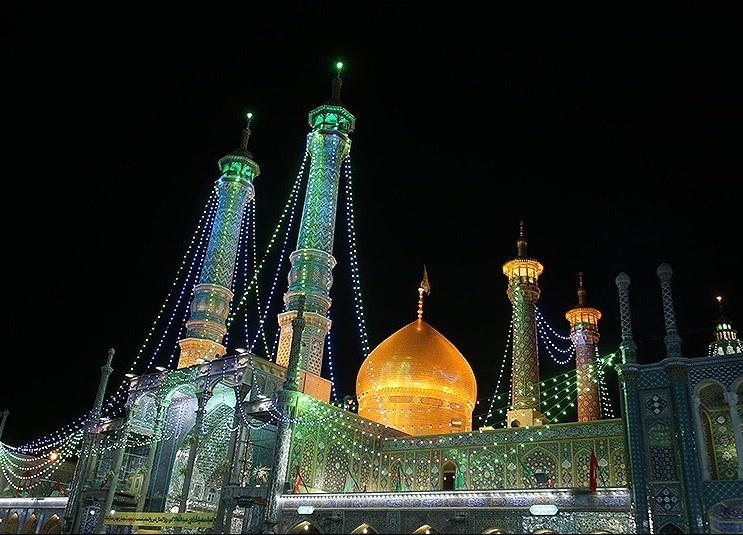

- مراسم احتفال عيد الغدير في ضريح مدفن فاطمة بنت موسى الكاظم في مدينة قم في إيران عام 2016.